# 刘善本
刘善本（1915年1月25日—1968年3月10日），山东昌乐人，中华民国空军飞行员，中国人民解放军空军少将。

## 生平
刘善本1935年考入杭州笕桥中央航空学校第八期。1938年毕业后在中华民国空军轰炸机总队第六中队服役。1940年远程轰炸机第八大队成立后，调往该队。抗战期间于1943年初开辟玉树、康巴、和阗（现和田）等高原及西北地区航线。1943年中被派往美国学习B-24轰炸机理论与驾驶，1945年5月结业，取道印度，绕道卡拉奇“就地待命”。1945年秋日本投降后准予驾机回国。1946年6月26日，當時他是第八大队35中队上尉机长，他利用由成都去昆明运输美军移交通讯器材的机会，摆脱地面控制，驾驶530号B-24轰炸机与机组人员张受益、唐世耀、唐玉文一同飞抵延安，並自稱“反对内战，宣布起义”，這是国府空军驾机起义的首例。
此后曾任延安总部航空教员、东北民主联军航空学校（东北老航校）副校长兼任领航班教官、主任教官，战斗技术训练大队副大队长。1949年4月加入中国共产党，作为军代表参加第一届政治协商会议并发言。中华人民共和国成立后，历任中国人民解放军第一航空学校校长、华东空军混成四旅副旅长兼轰炸机团团长、中国人民志愿军航空兵师长、空军某师师长、空军军训部副部长、中国人民解放军空军学院（现空军指挥学院）领航系主任、副教育长等职。1955年被授予空军大校军衔、一级解放勋章，1964年被晋升为空军少将。
文化大革命中，刘善本对空军司令吴法宪等人在空军学院的做法看不惯，几次打电话找吴法宪，要求当面向他反映空军学院真实情况，吴法宪总是推说“没得时间”。刘善本之后提笔给毛泽东、周恩来和中央军委写信，他写道：空军学院的“运动不能这样搞，不能把经历几十年战火考验的老同志统统斥之为走资派，更不能搞逼供信，搞武斗……”但是江青把刘善本的信转给了吴法宪。吴法宪认为刘善本向党中央告状，于1967年下令设立了“刘善本专案组”，指刘善本是“假起义，真特务”、“特大特务”。之后刘善本被专案组讯问、体罚，1968年3月2日被专案组抄家，又押到空军学院办公大楼西头二层继续刑讯逼供，3月10日折磨至死。
1975年10月，平反昭雪，其骨灰安放在八宝山革命公墓第一室（现西一室）。

## 参透资料
- 聂红琴. . 中国共产党新闻网.   [2011-09-17]. （原始内容存档于2019-06-03）.
- 沈启贤、周兆平、陈熙、杨卫群. . 人民网党史百科.   [2011-09-17]. （原始内容存档于2020-06-05）.